# Sudzal
Sudzal là một đô thị thuộc bang Yucatán, México. Năm 2005, dân số của đô thị này là 1560 người.